# Université Fordham
Pour les articles homonymes, voir Fordham.
L'université Fordham (en anglais Fordham University) est une université américaine catholique privée située à New York. Si elle est considérée comme un établissement indépendant, elle conserve toutefois de forts liens avec son héritage jésuite. Elle fait partie des 28 établissements membres de l'association des colleges et universités jésuites (Association of Jesuit Colleges and Universities). Dans The Fiske Guide to Colleges 1998, on pouvait ainsi lire que « Pour la plupart des étudiants, l'influence catholique est positive » et que « cet héritage catholique est l'un des principaux atouts de cette université ». Elle constitue l'un des trois principaux établissements d'enseignement supérieur de la ville de New York après sa rivale new-yorkaise Columbia, et l'université de New York, toutes deux également privées.
En 2003, Fordham a inscrit 15 000 étudiants, dans ses campus du Bronx (Rose Hill), de Manhattan (Lincoln Center) et de Tarrytown, ce chiffre prenant en compte à la fois les étudiants de premier cycle et des cycles supérieurs. L'université Fordham délivre trois types de diplômes : baccalauréat, maîtrise et doctorat.

Les deux campus new-yorkais de l'université

## Historique

### Débuts (1841-1900)

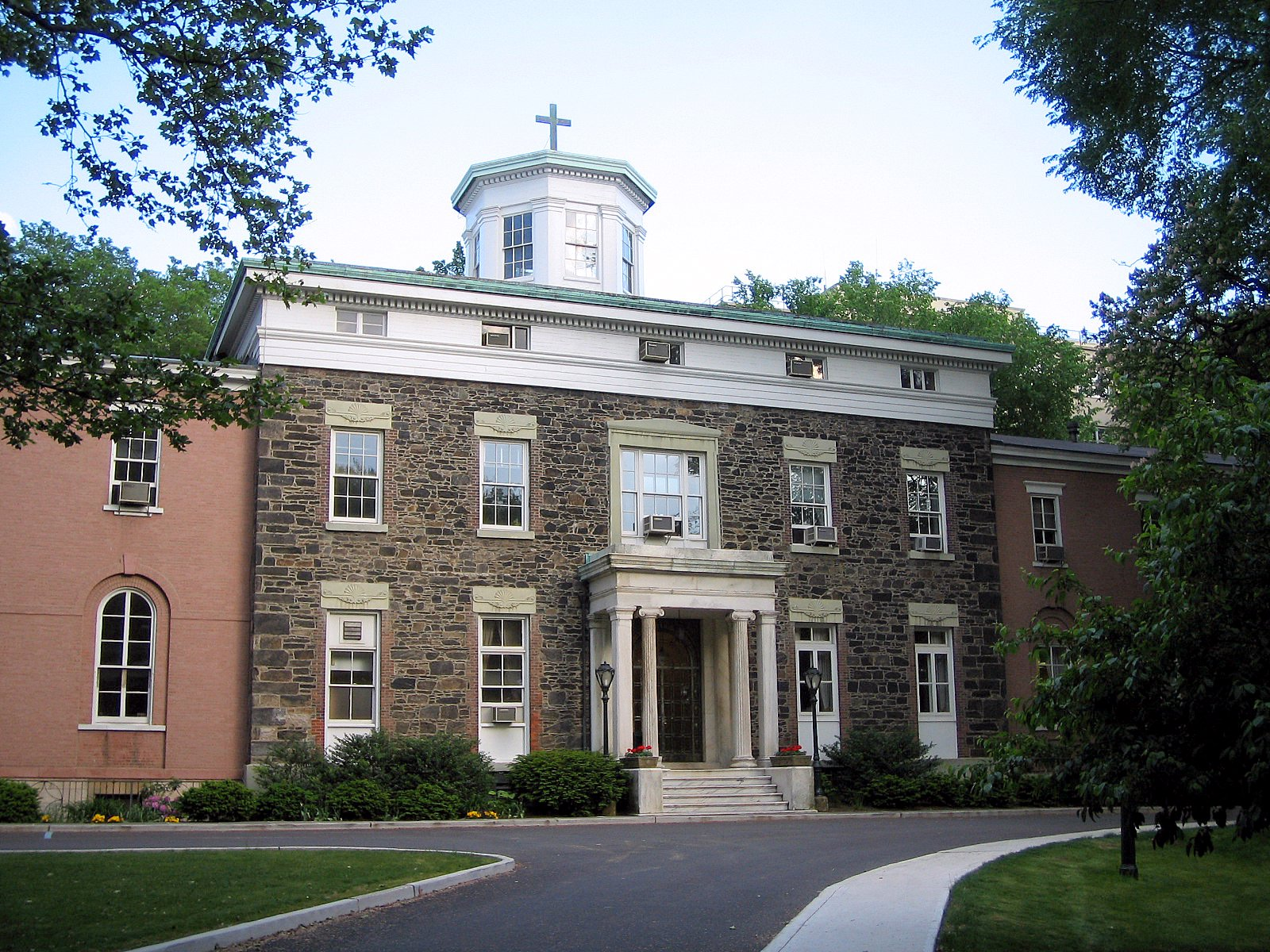
Le bâtiment administratif sur le campus de Rose Hill.

L'université Fordham fut fondée en tant que St. John's College en 1841 par le coadjuteur (et futur archevêque) du diocèse de New York, le révérend John Hughes. Ce college fut d'ailleurs la première institution d'enseignement supérieur du Nord-Est des États-Unis[Information douteuse]. L'évêque Hughes acquit le manoir de Rose Hill dans le Bronx, qui faisait alors partie du Westchester County, pour la somme de 30 000 dollars afin de créer l'école. Le nom de « Rose Hill » fut donné au site en 1797 par Robert Watts, un riche marchand de New York, en l'honneur de la région natale de sa famille qui portait le même nom, en Écosse.
Lors de son ouverture, le 24 juin 1841, le St. John's College ne comptait que six étudiants. Le révérend John McCloskey (futur archevêque de New York qui allait devenir le premier cardinal américain) en était le président, et les professeurs étaient des prêtres séculiers ou des professeurs laïcs. Le College était jumelé au séminaire St. Joseph, créé en 1839, et était responsable des Lazaristes italiens. Ce dernier ferma ses portes en 1861 pour rouvrir en tant que nouvelle institution quelques années plus tard, à Troy, avant de s'établir définitivement en tant que St. Joseph's Seminary à Dunwoodie, dans la ville de Yonkers.
Le 10 avril 1846, le St. John's College reçut sa « charte » du corps législatif de l'État de New York (New York State Legislature), l'autorisant à décerner des diplômes de théologie, d'art, de droit, et de médecine. C'est également en 1846 que Hughes parvint à convaincre un groupe de jésuites travaillant dans le Kentucky de déménager à New York, et de travailler dans son école. Une partie des accords entre Hughes et les Jésuites stipulait également qu'ils ouvriraient aussi une école à New York, qui était alors une ville indépendante du Bronx, ce qu'ils firent rapidement. En septembre 1847, la première école de Manhattan, rattachée avec ce qui allait devenir Fordham University ouvrit ses portes dans la Lower East Side sur Elizabeth Street et Walker Street, à proximité du célèbre quartier de Five Points. Cependant, un incendie dévastateur qui eut lieu cinq mois plus tard contraignit l'école à déménager sur les fondations de la St. James Catholic Church pour pouvoir terminer sa première année de fonctionnement. De 1848 à 1850, l'école s'installa dans des bâtiments loués sur la Troisième Avenue, dans l'East Village, jusqu'à ce que ses locaux permanents soient construits sur la 15e rue, à proximité de la Sixième Avenue. En 1861, cette école (dont le nom changea en College of St. Francis Xavier) obtint sa propre charte, et devint une institution indépendante, toutefois, de nombreux liens subsistèrent entre le Jesuits of St. John's College dans le Bronx et le nouveau College of St. Francis Xavier à Manhattan.

### Nouveau siècle (1901-1950)
Avec l'ajout, en 1905 de l'école de droit (Law School), et d'une école de médecine (aujourd'hui disparue), le nom de l'établissement changea en Fordham University en 1907 (en dépit du nom original de l'école, Fordham n'a jamais eu aucun lien avec la St. John's University, elle aussi située à New York, mais dans l'arrondissement du Queens). Le nom Fordham, dont l'étymologie est Ford by the hamlet c'est-à-dire littéralement « Gué par le hameau », fait référence au quartier de Fordham dans l'arrondissement du Bronx, dans lequel le campus de Rose Hill est construit. Le nom du quartier fait lui-même référence, soit à un établissement colonial situé près d'un gué traversant la Bronx River, soit au révérend John Fordham, un prêtre anglais.
La Fordham University Press, qui fait partie de l'Association of American University Press (AAUP) depuis 1938 fut créée en 1907, non seulement pour « représenter et perpétrer les valeurs et traditions de l'université elle-même, mais aussi pour soutenir l'émergence de ces valeurs et traditions au travers de la diffusion d'idées et de recherches scolaires ». Elle publie principalement dans le domaine des lettres et des sciences sociales, particulièrement en philosophie, théologie, histoire, économie, sociologie, commerce, science politique et droit, de même qu'en littérature et arts fins. En outre, la maison d'édition publie des livres évoquant la région métropolitaine de New York, ainsi que des livres adressés au grand public.
En 1913, la décision fut prise de fermer le College of St. Francis Xavier, mais pas le lycée Xavier (Xavier High School) qui lui était associé. Fordham commença à ouvrir des écoles à Manhattan, une fois encore, puis dans le Woolworth Building (le plus haut bâtiment du monde à l'époque). En raison du couloir décoré de ce gratte-ciel, les étudiants ne tardèrent d'ailleurs pas à le baptiser le « campus de marbre » (marble campus) de Fordham, par contraste avec le caractère à l'époque rural du campus de Rose Hill. De nombreux colleges s'établirent dans le Woolworth au cours du temps, dont le College de gestion commerciale (College of Business Administration), et l'École undergraduate d'enseignement (Undergraduate School of Education). Au milieu de la Seconde Guerre mondiale, Fordham déménagea ses écoles de Manhattan à une nouvelle adresse, à quelques blocks au nord du New York City Hall au 302 Broadway. Le College d'études libérales (Fordham College of Liberal Studies) fut créé à cette époque, à partir de l'Ignatius College qui donnait des cours sur les deux campus de l'université. Dans les années qui suivirent la guerre, Fordham continua son expansion à Manhattan, et l'université fut rapidement contrainte de rechercher un plus grand espace pour abriter ses locaux en ville.

### Changements et opportunités (1951-2000)

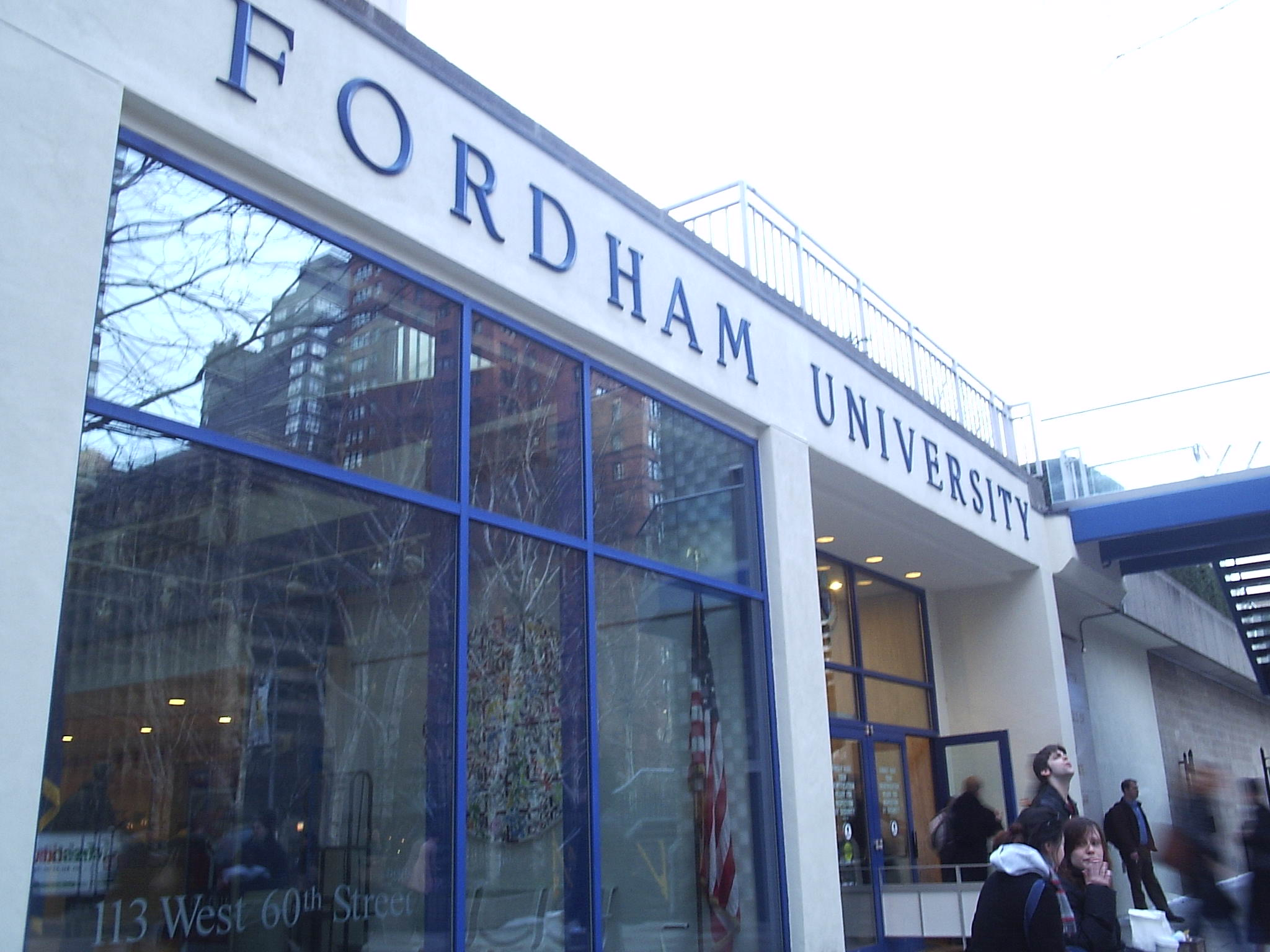
Le Leon Lowenstein Building situé sur le campus Lincoln Center.

La plus grosse opportunité pour Fordham se présenta dans les années 1950, lorsque l'établissement fut invité à participer au projet de réorganisation du Lincoln Square Renewal Project ou plus familièrement Lincoln Square, visant à remplacer les logements désuets de la côte ouest de Manhattan par un nouveau complexe consacré aux arts du spectacle, qui s'appellerait Lincoln Center for the Performing Arts. Fordham fut la première des institutions de la ville impliquée dans le projet à s'investir totalement, par l'acquisition de la majeure partie de l'espace compris entre la 60e rue et la 62e rue, et entre Columbus Avenue et Amsterdam Avenue. Une partie du film West Side Story (qui se déroulait dans le quartier) fut d'ailleurs filmée sur le site avant que la construction ne débute, et en 1961, l'école de droit (la Fordham Law School) fut le premier bâtiment à ouvrir dans le cadre du Lincoln Square Renewal Project. Par la suite, le Metropolitan Opera, l'Orchestre philharmonique de New York, le New York City Ballet et la Juilliard School rejoignirent Fordham dans le cadre de ce même projet.
Étant donné que les travaux sur le Leon Lowenstein Building de Fordham avançaient, l'université décida d'éliminer progressivement plusieurs colleges undergraduate localisés au 302 Brodaway et de les remplacer par une nouvelle école, le « College d'Arts libéraux » (The Liberal Arts College). Cependant, dès son ouverture en 1968, le nom fut changé en The College at Lincoln Center (Le College du Lincoln Center). En janvier 1969, durant son second semestre de fonctionnement, le nouveau college déménagea vers ses locaux définitifs dans le Lowenstein Building. sur le campus du Lincoln Center. L'école de droit (Law School) et le undergraduate college furent rapidement rejoints par l'école de commerce (Graduate School of Business), l'école d'enseignement (Graduate School of Education), et l'école de Service Public (Graduate School of Social Service). En 1969, le conseil d'administration réorganisa l'institution pour y inclure une majorité de professeurs laïcs, et en faire une institution indépendante.
En 1974, après 133 années d'enseignement uniquement masculin, le campus de Rose Hill devint mixte, après sa fusion avec le Thomas More College (college pour femmes rattaché à l'université depuis sa création en 1964). En 1993, une résidence universitaire de vingt étages fut ajoutée au campus pour accueillir un total de 850 étudiants. En 1996, The College at Lincoln Center fut rebaptisé Fordham College at Lincoln Center, c'est-à-dire « College de Fordham au Lincoln Center ».

### L’université s'agrandit (2001-2007)
Le Marymount College, institution indépendante pour femmes créée en 1907 par le Sacred Heart of Mary (traduit par Sacré-Cœur de Marie) parfois abrégé RSHM fusionna avec l'université Fordham en juillet 2002, en proie à des difficultés financières depuis les années 1970. Mais en octobre 2005, le conseil d'administration de l'université déclara que le Marymount College serait progressivement éliminé d'ici juin 2007. Le campus de Tarrytown accueille ainsi à présent une partie des locaux de l'école graduate de religion et d'enseignement religieux (Graduate School of Religion and Religious Education), et non plus l'ancien college pour femmes. Selon les responsables administratifs, l'obstacle financier a été la cause du démantèlement de l'institution.
En août 2005, l'université a annoncé un plan d'un milliard de dollars, échelonné sur plusieurs années visant à ajouter près de 140 000 m2 de salles de classe, d'espaces pour les étudiants, et de logements universitaires sur le campus du Lincoln Center. Les travaux débuteront par l'agrandissement de la bibliothèque Quinn (Quinn Library) et la construction d'un nouveau bâtiment pour l'école de droit, d'un centre pour les étudiants, d'un dortoir, ainsi que d'un parking supplémentaire. Les travaux ultérieurs comprennent la construction d'un nouvel espace pour le « College de Fordham au Lincoln Center », l'école de commerce, l'école d'enseignement et l'école d'assistance sociale. Les travaux du Lincoln Center s'inscrivent dans un vaste projet visant à améliorer la qualité de l'enseignement de l'université, avec pour objectif d'être reconnue comme l'une des meilleures institutions d'enseignement supérieur catholiques des États-Unis. La première partie de ce projet stratégique s'intitule « Vers 2016 » (Toward 2016), avec l'intention d'atteindre ses principaux objectifs pour les 175 ans de l'établissement.

## Organisation

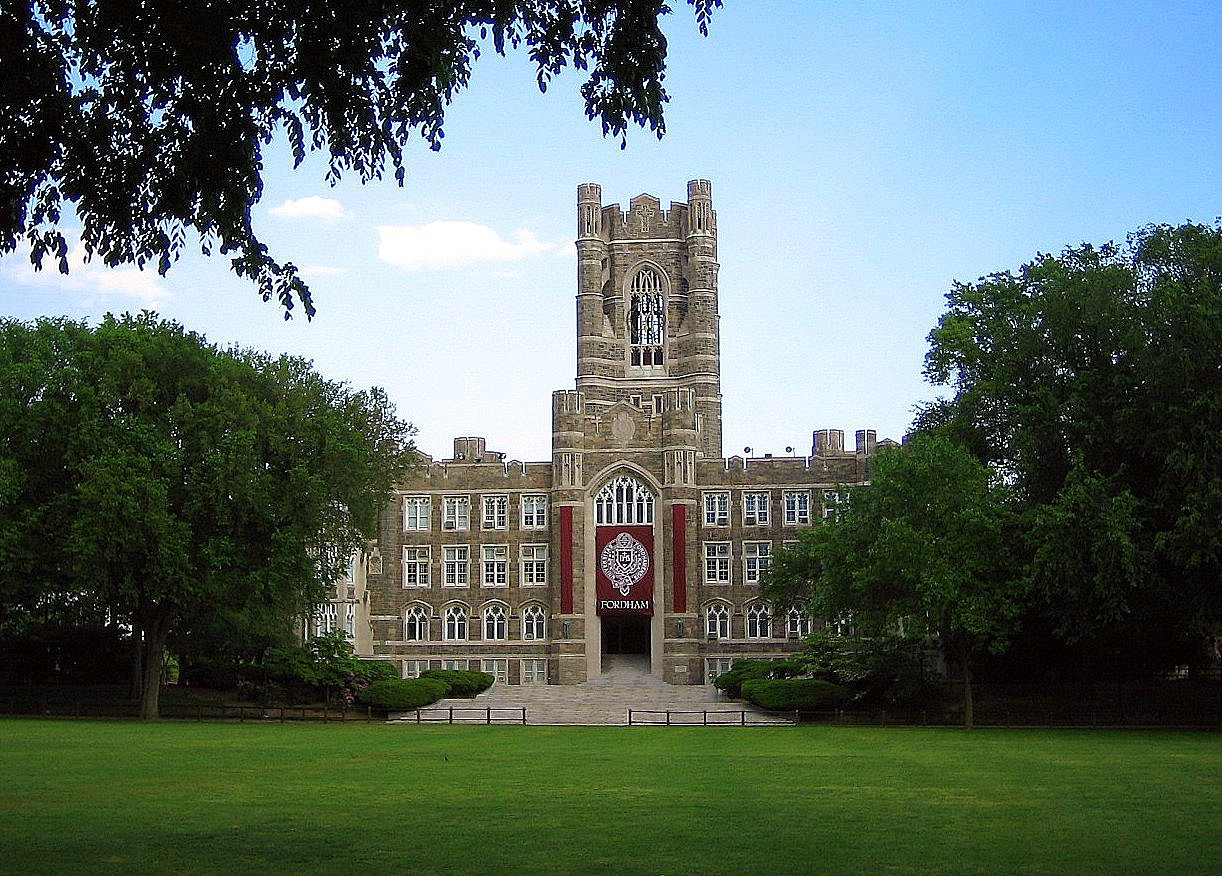
Le Keating Hall, sur le campus de Rose Hill dans le Bronx.

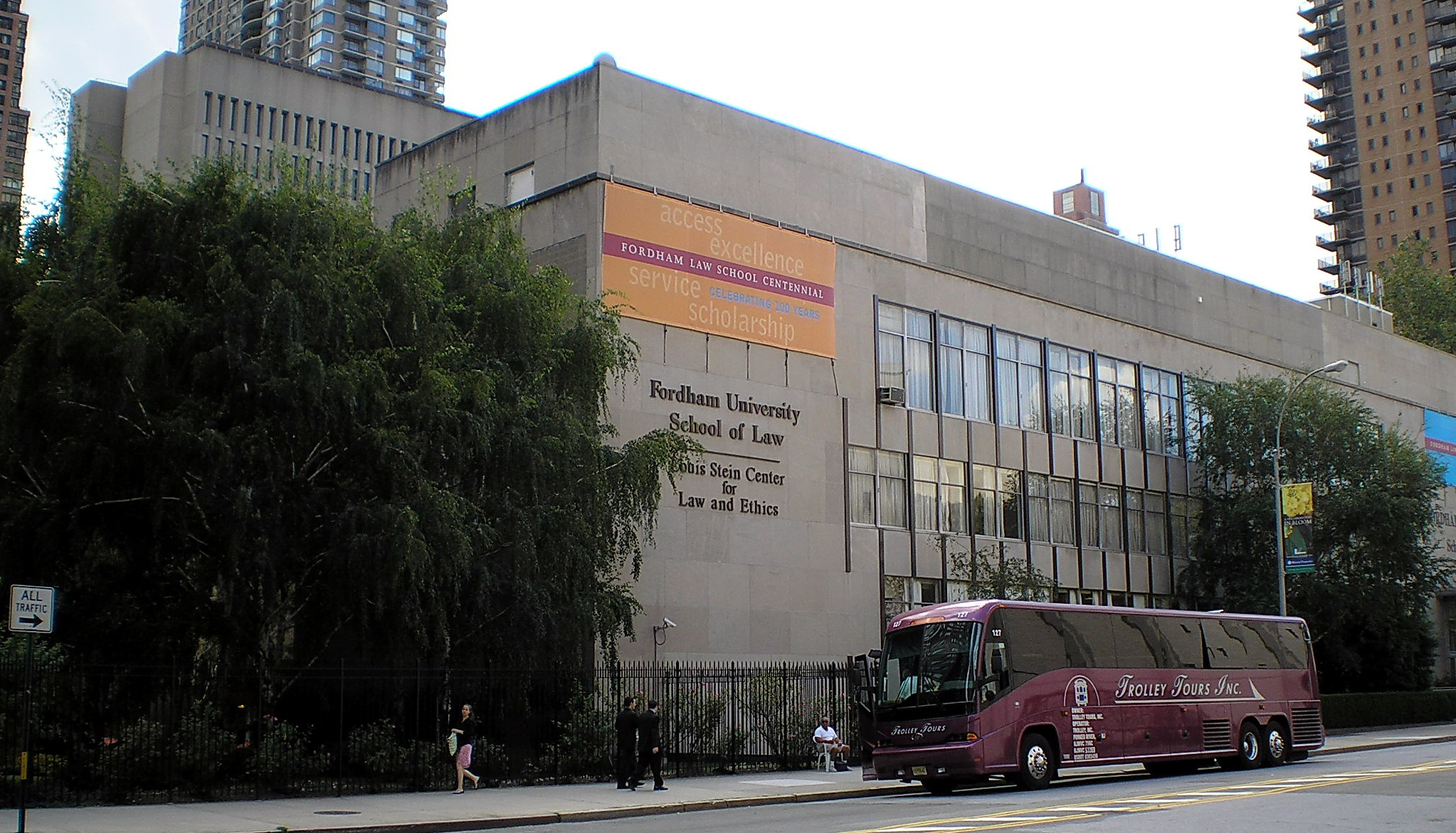
Le bâtiment de l'école de droit (Law School) sur le campus du Lincoln Center.

### Écoles
Le système éducatif universitaire américain diffère de celui que l'on retrouve dans la plupart des pays d'Europe. Les étudiants suivent un enseignement de premier cycle (appelé en anglais undergraduate) pendant une durée de trois ou quatre ans après leur entrée à l'université dans des établissements baptisés colleges, jusqu'à ce qu'ils obtiennent leur baccalauréat universitaire, équivalent de la licence européenne. Les élèves qui désirent poursuivre leurs études deviennent ensuite des graduates (2e et 3e cycles), qui étudient jusqu'à obtention d'un autre diplôme, un maîtrise (master's degree) ou un doctorat (Ph.D). L'université de Fordham est composée d'un total de 10 facultés (quatre facultés d'enseignement de premier cycle appelé colleges undergraduate, et six écoles d'enseignement de deuxième ou de troisième cycle appelé écoles graduate) réparties sur trois campus tous trois situés dans la région de New York. Voici la liste des Undergraduate Colleges et des Graduate Schools, avec leurs années de création :
Facultés du premier cycle universitaire (Undergraduate colleges)
- Faculté des lettres et des sciences de Rose Hill (Fordham College at Rose Hill) (1841)
- Gabelli École de gestion commerciale (Gabelli School of Business) (1920)
- Centre de formation continue (Fordham College of Liberal Studies) (1944)
- Faculté des lettres et des sciences de Lincoln Center (Fordham College at Lincoln Center) (1968)

Facultés du deuxième ou du troisième cycle universitaire (graduate schools)
- Faculté de droit de l'université Fordham (Fordham University School of Law) (1905)
- Faculté graduate des lettres et des sciences (Graduate School of Arts and Sciences) (1916)
- Faculté graduate de pédagogie (Graduate School of Education) (1916)
- Faculté graduate de service public (Graduate School of Social Service) (1916)
- École graduate de gestion (Graduate School of Business Administration) (1969)
- Centre graduate de religion et d'enseignement religieux (Graduate School of Religion and Religious Education) (1969)

Nota : La faculté de lettres et de sciences pour femmes, Marymount College, a fermé ses portes au mois de mai 2007.

### Être étudiant à Fordham

#### Répartition et coûts

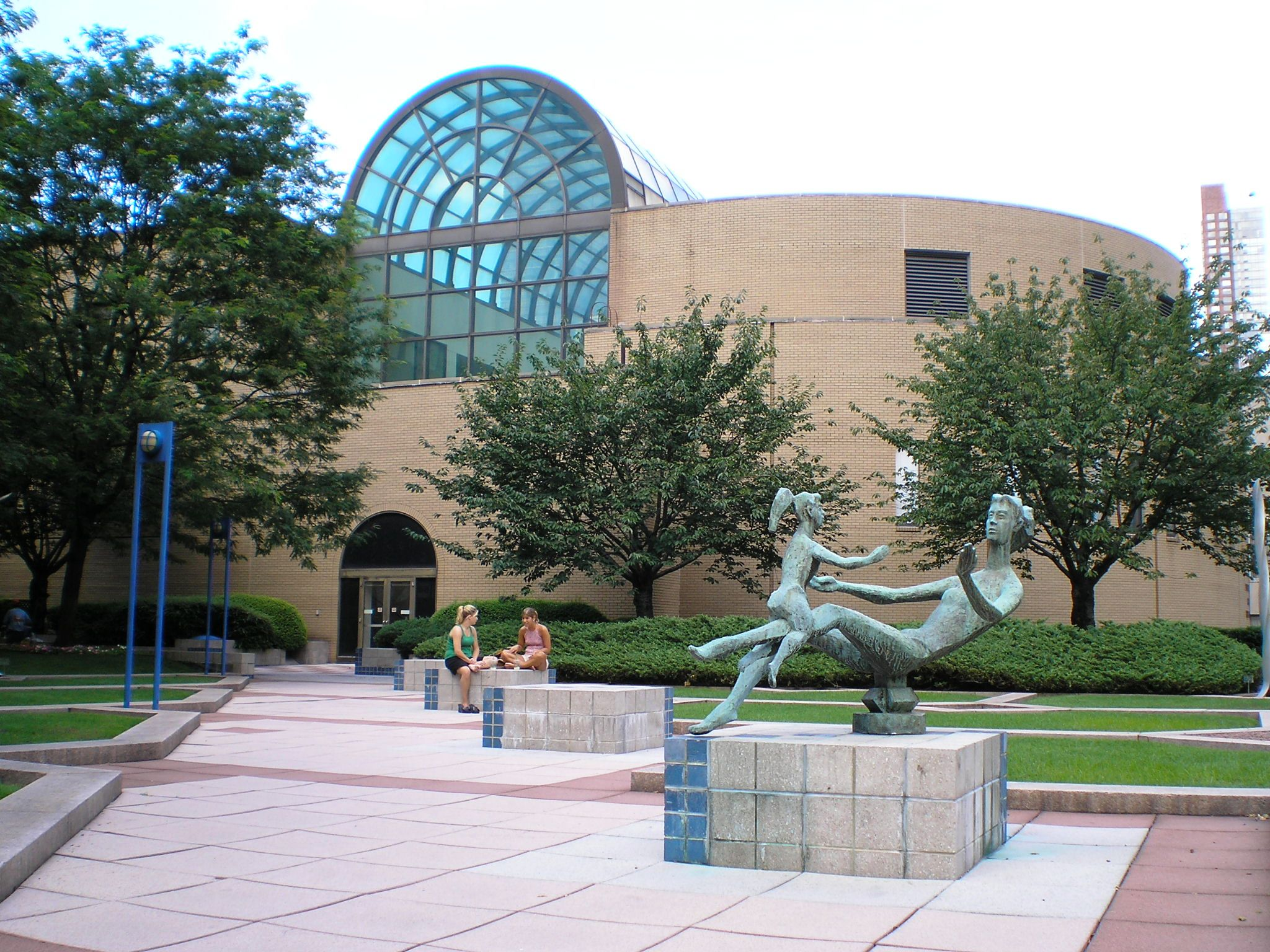
L'atrium de l'école de droit, depuis la Lowenstein Plaza.

En 2006, l'université accueillait un total de 15 253 étudiants dans tous ses campus, avec 8 222 étudiants en cycle court dans les colleges (undergraduate) et 7 031 étudiants en cycle long (graduate). En ce qui concerne le logement, 4 157 étudiants profitent des infrastructures du campus, comme les résidences étudiantes dont 1 725 étudiants de première année, les freshmen. Les femmes sont majoritaires parmi les étudiants, avec une part de 58,8 % du total, et Fordham accueille également de nombreux étudiants provenant des minorités ethniques ; un quart des étudiants en sont en effet issus, avec une majorité d'hispaniques (12,1 % du total) et d'afro-américains (6,2 %).
En tant qu'établissement privé, une année d'études à Fordham a un coût important, mais qui n'égale toutefois pas celui d'autres universités prestigieuses comme celles de l'Ivy League, et donc de Columbia, elle aussi située dans la ville. Une année en cycle court coûte en moyenne 30 000$ (pour l'année 2006-2007) alors que dans les cycles d'études long, le coût des études est calculé en fonction des credits (semblables aux ECTS) que les étudiants doivent valider pour obtenir leur diplôme. Le coût moyen d'un crédit est compris entre 600 $ et 950 $. L'école de droit (Law School) fait exception, avec un coût fixe de 36 670$ pour une année.

#### Obtention des diplômes: conditions et chiffres
Pour obtenir leur diplôme, les étudiants de Fordham doivent remplir certaines conditions lors de leurs études à l'université. Ces conditions sont indispensables, et leur réalisation s'échelonne sur toute la durée du cycle d'études, dès lors que les élèves sont admis dans l'établissement. Dès leur inscription à l'université, les étudiants de Fordham entament un programme général (General Program) qui correspond au minimum de cours que tous les étudiants doivent suivre. Des cours supplémentaires peuvent être ajoutés à ce programme, en fonction des priorités des élèves, de leur expérience professionnelle, de leur objectif d'étude ou de leur objectif professionnel
. Ce programme général représente la condition de base de l'obtention du diplôme, mais d'autres obligations viennent s'y greffer, variables selon les diplômes. Ainsi, dans l'ensemble cycles d'études longs (graduate), conduisant à l'obtention d'un Master's degree ou d'un Ph.D., les étudiants doivent se soumettre à une évaluation complète de fin de programme (Comprehensive End-of-Program Assessments), qui consiste soit en l'exposition d'un portefeuille professionnel (professionnal portfolio) construit pendant les études, soit  en l'obtention d'examens généraux, soit en la démonstration de capacités acquises pendant la durée du programme.
À l'instar du nouveau système européen, l'obtention du Master's degree ou du Ph.D. dépend de la validation de crédits. Dans le cas du premier diplôme, les étudiants ont très exactement cinq ans pour valider leurs crédits, à compter de la date d'enregistrement dans leur programme. Le nombre de crédits requis dépend du programme choisi par les étudiants, ainsi que d'une éventuelle expérience préalable des élèves, mais en règle générale, le nombre de crédits nécessaires est de 30, en sachant que les années d'études dans l'établissement en octroient théoriquement au moins 24. Dans le cas du doctorat, les conditions sont similaires, mais cette fois-ci portées sur une durée de huit ans au lieu de cinq. En conséquence, davantage de crédits doivent être obtenus (en principe au moins 45) avant la présentation de la thèse.
Sur l'année 2005-2006, Fordham a diplômé un total de 4 526 étudiants, cycles courts et longs confondus. On retrouve dans ces diplômés 113 docteurs en philosophie, 485 juris doctors et 1 892 bachelors en art et sciences. En 2006, cela portait le nombre total de diplômés de l'université à 120 000. Ces anciens élèves ou alumni constituent toujours des acteurs importants dans la vie de l'établissement, et de nombreuses manifestations sont organisées entre anciens et nouveaux élèves.

#### Publications étudiantes
- The Fordham Ram (le bélier de Fordham) ou plus communément, The Ram (le bélier), journal étudiant, publié sur le campus de Rose Hill depuis 1918. Il s'agit du journal de référence de l'université.
- The Observer, (l'observateur), journal étudiant, publié sur le campus du Lincoln Center depuis 1981. Il a été primé lors de l'année 2005-2006[12].
- the paper (le journal), journal d'informations, d'analyse, de commentaire et de revue de l'université.
- Fordham Law Review (Revue de droit de Fordham), le plus communément cité parmi les six journaux universitaires de l'école de droit.
- The CBA Business Journal (Journal commercial CBA), journal d'information économique de l'université, publié trois fois par semestre.
- Red Rover (anciennement Excursions) est un magazine littéraire publié une fois par an au campus du Lincoln Center. Il fournit aux étudiants un débouché pour leur créativité par la fiction, des essais personnels, de la photographie, de la poésie, des bandes dessinées, etc.
- The Ampersand (l'Esperluette), autre magazine littéraire et The Vagabond (le vagabond), son supplément mensuel.

### Bibliothèques

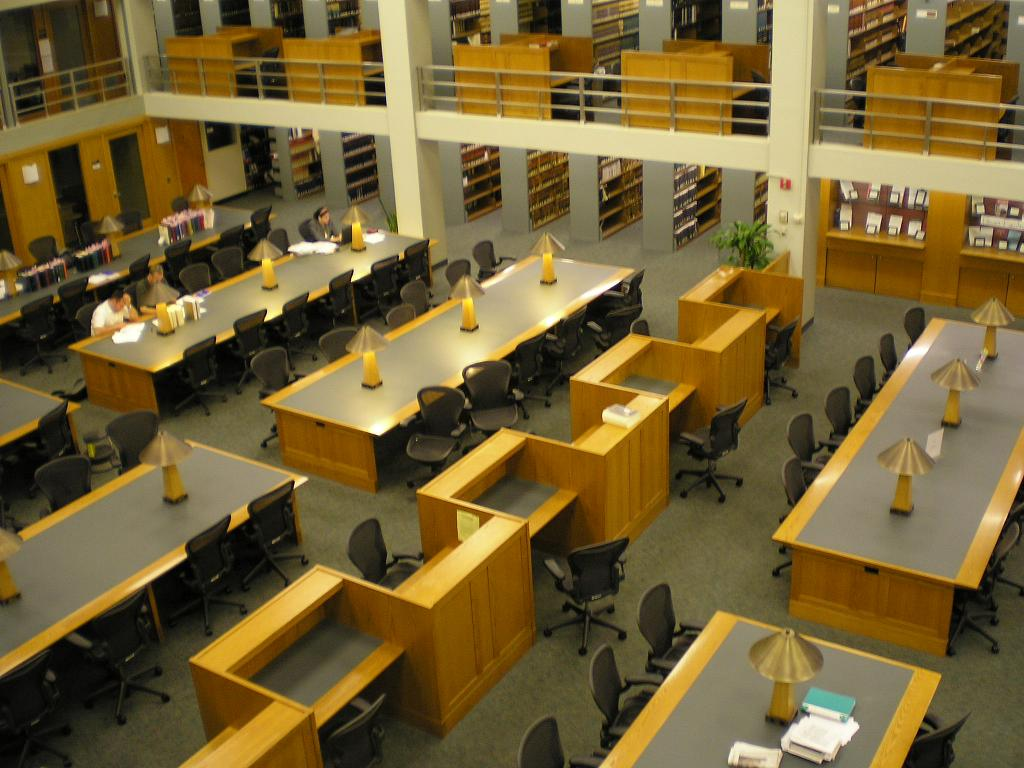
La bibliothèque de l'école de droit, la Leo T. Kissam Memorial Law Library.

Les bibliothèques de Fordham rassemblent plus de deux millions d'ouvrages, sont abonnées à plus de 15 500 revues et 19 000 journaux électroniques, et servent également d'archives pour les documents du gouvernement américain. Les bibliothèques possèdent plusieurs collections spéciales de livres rares, ainsi que des manuscrits traitant de divers sujets comme la Compagnie de Jésus, la Révolution française ou la criminologie. Ces bibliothèques fournissent également un accès à plus de deux cents bases de données, ainsi qu'à plus de 60 000 livres électroniques.
Voici la liste des quatre principales bibliothèques :
- La Bibliothèque de la famille Walsh (Walsh Family Library) qui a ouvert ses portes en 1997. Localisée dans le campus originel de Rose Hill, elle compte plus d'un million de volumes, ainsi que plus de 380 000 documents gouvernementaux. Dans son édition de 2004 de la revue The Best 351 Colleges[14], la Princeton Review a classé la bibliothèque Walsh au cinquième rang national.
- La Bibliothèque Gerald M. Quinn (Gerald M. Quinn Library) située sur le campus du Lincoln Center, dans le Lowenstein building. Elle rassemble quelque 500 000 volumes. En plus d'une collection générale utilisée sur le Fordham College, la Quinn Library possède également de solides collections en commerce, éducation et assistance sociale, utilisées par les trois autres écoles localisées sur le campus.
- La Bibliothèque Gloria Gaines (Gloria Gaines Memorial Library), située sur le campus de l'ancien Marymount College abrite quelque 130 000 volumes, et dessert en premier lieu les étudiants des écoles de commerce, d'enseignement, et de programmes sociaux situées sur le campus.
- La Bibliothèque Leo T. Kissam (Leo T. Kissam Memorial Law Library), elle aussi située sur le campus du Lincoln Center (dans le bâtiment de l'école de droit) contient environ 326 000 volumes et est abonnée à 5 000 périodiques. Les principaux ouvrages relatent du droit américain et international, avec de nombreuses sources étrangères parmi lesquelles le droit de l'Union européenne et les lois internationales du droit de la concurrence.

## Campus
L'université de Fordham comporte trois sites principaux tous trois situés dans la ville de New York et sa région : le campus originel de Rose Hill, situé dans l'arrondissement new-yorkais du Bronx, celui du Lincoln Center situé dans l'Upper West Side, un quartier de l'arrondissement de Manhattan et celui de Tarrytown, situé dans le comté de Westchester, au nord de New York. L'université possède en outre deux antennes à l'étranger : une première en Chine avec un programme MBA, et une seconde en Grande-Bretagne, à Londres avec une école d'art dramatique. Les différents sites situés sur le sol américain sont reliés entre eux par un système de navettes, le « Ram Van ».

### Rose Hill (Bronx)

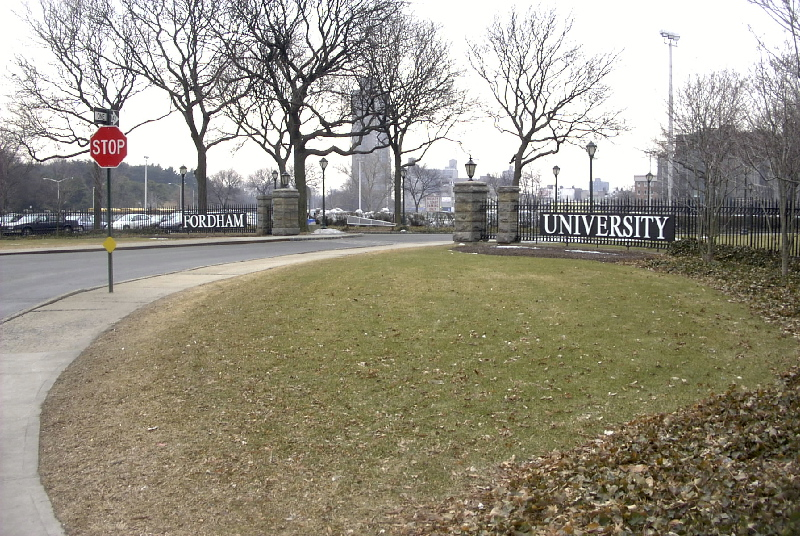
L'entrée principale du campus de Rose Hill.

Le campus de Rose Hill, situé dans l'arrondissement du Bronx est le campus originel de l'université. Il remonte en effet à sa création, en 1841. Il accueille le College du campus de Rose Hill, le College de gestion commerciale, et une partie du College d'études libérales ainsi que l'École graduate d'art et de sciences, et l'École graduate de religion et d'éducation religieuse. Le campus est situé sur un espace de 34,5 hectares (soit 85 acres), ce qui fait de lui l'un des plus vastes « campus verts » de New York. Le campus de Rose Hill est situé à proximité du zoo du Bronx, du Jardin botanique de New York et de Little Italy of the Bronx quartier italien du Bronx situé sur Arthur Avenue. L'architecture gothique, les rues pavées et les larges espaces de verdure du campus de Rose Hill sont apparus dans de nombreux films. L'une des résidences universitaires du campus, le Walsh Hall avait été construite en face de la rue, comme condition du prêt accordé par la ville à l'établissement. Ainsi, si Fordham n'avait pas été en mesure de rembourser ce prêt, le bâtiment aurait été transformé en logement social. Cependant, cela n'arriva pas, et l'entrée su bâtiment donne toujours confusément sur la rue, au lieu d'être orientée vers l'intérieur du campus. Le campus de Rose Hill accueille environ 6 300 étudiants, dont environ 3 200 résident sur place.

### Lincoln Center (Manhattan)

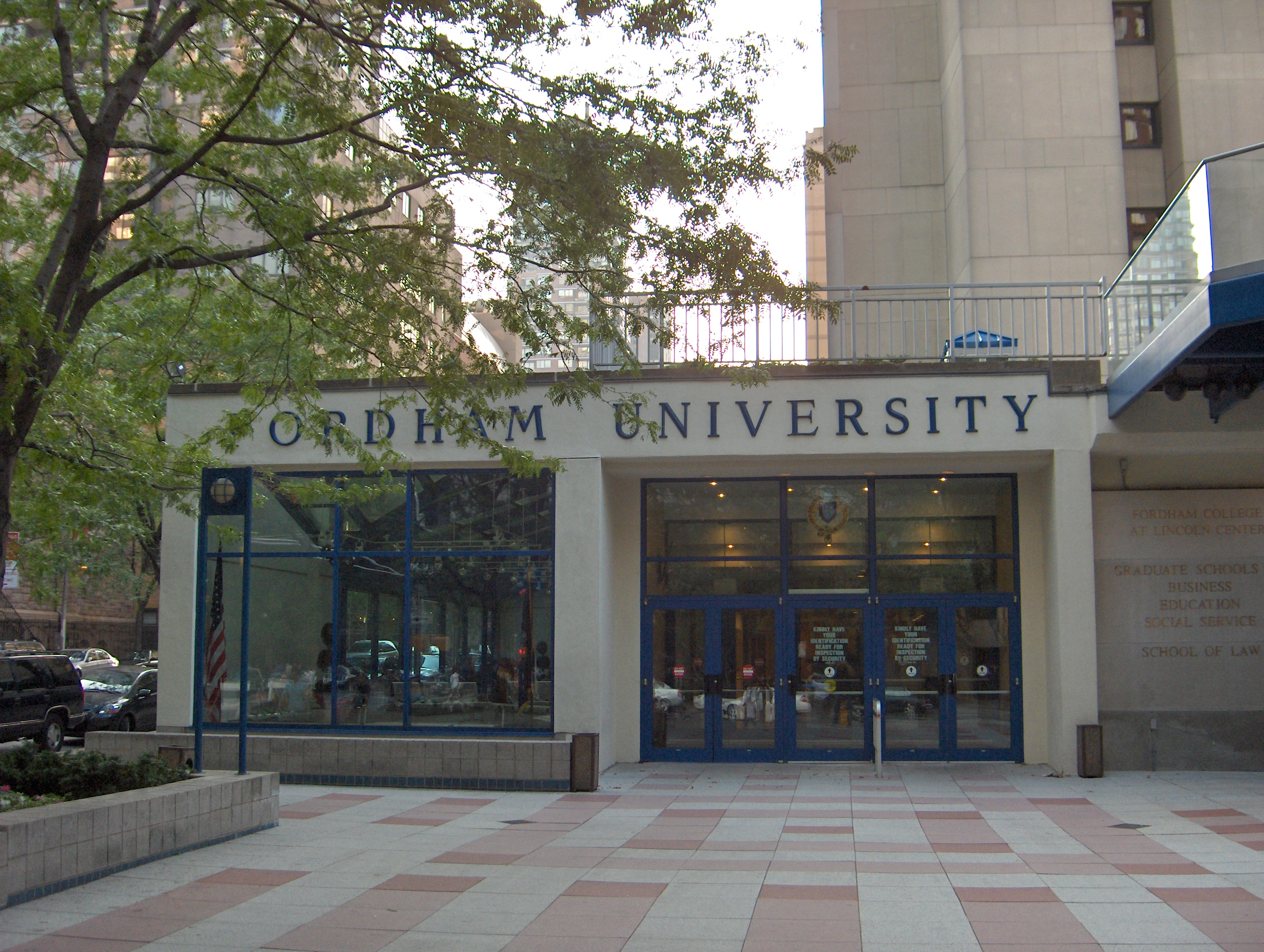
Entrée du Lowenstein Building sur le campus de Lincoln Center.

Le campus du Lincoln Center, créé en 1961 occupe un espace de 3,3 hectares situé entre Columbus Avenue et Amsterdam Avenue, dans l'Upper West Side de Manhattan. Ce campus est ainsi situé à côté du Lincoln Center for the Performing Arts, l'un des plus grands centres culturels au monde, et à proximité de Central Park, de Broadway et de Columbus Circle. Il abrite une partie du College du campus de Rose Hill, de l'école de droit (Fordham Law School), du College de gestion commerciale, de l'École graduate d'enseignement, et de l'École graduate d'assistance sociale. Environ 8 000 étudiants et professionnels travaillent sur le campus, et environ 850 étudiants résident dans des appartements situés à proximité. Le campus est actuellement constitué du Lowenstein Building, de la Law School (école de droit), de la Quinn Library, et de la résidence universitaire du Mac Mahon Hall. Une extension du campus de 22 hectares est prévue, ce qui permettra d'installer de nouvelles infrastructures, parmi lesquelles une bibliothèque, deux nouvelles résidences étudiantes, ainsi que de nouveaux bâtiments pour l'école de droit.
Le campus de Lincoln Center est également pourvu de deux espaces verts publics, construits au-dessus de la librairie Quinn, un étage au-dessus du niveau de la rue. La plus grande des deux places ne porte pas de nom, en revanche, la seconde est baptisée Robert Moses Plaza (place Robert Moses) ou St. Peter's Garden (jardin Saint-Pierre). Un monument en l'honneur des étudiants et des anciens étudiants de Fordham décédés durant les attentats du 11 septembre 2001 a été érigé dans le St. Peter's Garden. Ironiquement, conformément aux plans d'agrandissement de l'université, la Robert Moses Plaza pourrait être détruite pour laisser place à de nouveaux bâtiments, exactement de la même manière que lorsque Moses avait fait raser les bâtiments du quartier pour laisser place à Fordham et au Lincoln Center

### Campus périphériques
Les deux autres campus du territoire américain sont situés dans le comté de Westchester, dans l'État de New York.

#### Louis Calder Center
Le Louis Calder Center, est situé dans la ville d'Armonk, à 48 kilomètres au nord de New York. Il sert aux étudiants en biologie pour leurs recherches en écologie et sur l'environnement. Ce campus est d'ailleurs le seul centre de recherche à plein temps de l'aire métropolitaine de New York. Ce campus est composé de 46 hectares de forêt, 4 hectares de lacs, et 19 bâtiments, utilisés comme laboratoires ou bureaux, résidences, entrepôts pour le matériel. Les installations, à la pointe de la technologie du centre (bibliothèques, serres, logements) sont disponibles pour les recherches, et les programmes universitaires pour les étudiants, les enseignants, et les scientifiques de passage.

### Antennes à l'étranger

#### Campus dePékin

L'université de Pékin propose en collaboration avec Fordham différents programmes de MBA.

Le campus de Pékin de l'université Fordham a été créé en 1998, sur le site du « programme international de MBA de Pékin » (Beijing International MBA Program), qui accueille plus de 400 étudiants chaque année, dans des programmes de MBA à temps partiel et à temps plein, ainsi que dans un programme d'executive MBA, réservé aux cadres (EMBA). L'université de Pékin est affiliée au programme BiMBA (Beijing International MBA at Peking University) qui constitue le premier programme MBA étranger à être reconnu par le gouvernement chinois). Ce programme est considéré comme le meilleur de Chine par le magazine Fortune.

#### London Center
Fondée dans les années 1970 par le Marymount College et un groupe de professeurs sélectionnés de la Royal Academy of Dramatic Art, l'« académie de comédie de Londres » ou LDA (London Drama Academy) située sur le campus londonien de l'université Fordham propose une introduction ludique mais intensive et de haute qualité aux principes de la comédie anglaise et permet aux étudiants de perfectionner leurs talents par la pratique plutôt que par des approches strictement théoriques. Les étudiants qui suivent le programme de la LDA reçoivent une formation ciblée qui développe leurs qualités par la suite. Grâce à des sessions d'un semestre ou d'un an au London Center dans le célèbre quartier de Bloomsbury, les étudiants de la LDA suivent des cours donnés par des professionnels du monde du théâtre formés à la RADA (dont la plupart sont des acteurs chevronnés du Royal National Theatre ou de la Royal Shakespeare Company).
Pendant l'été, le College of Business Administration de l'université donne des cours de marketing dans l'enceinte du centre pour donner aux étudiants en commerce une approche concrète du marché commercial mondial.

## Symboles de Fordham
À l'instar d'autres universités américaines, Fordham possède plusieurs signes caractéristiques. L'emblème de l'université dans un premier temps représente les différents signes de l'établissement : on y retrouve ainsi les couleurs bordeaux et blanches. L'autre emblème de Fordham est le bélier, qui sert de mascotte à ses équipes sportives.

### Sceau de l'université

Le sceau de l'université, et sa couleur bordeaux.

Le sceau de l'université, composé de bordeaux et de blanc reprend en son centre le blason de la Compagnie de Jésus avec les lettres IHS, ce qui correspond aux trois premières lettres du nom grec de Jésus, IHΣOYΣ. On peut remarquer la croix au-dessus de la lettre H, ainsi que les trois clous situés en dessous du logo. Ce symbole central est encadré par un bouclier bordeaux avec au niveau de ses trois coins une fleurs-de-lys. Autour du bouclier, un parchemin déroulé arbore la devise latine de l'école, Sapienta et Doctrina (Sagesse et érudition), et les flammes présentent autour de ce parchemin rappellent les effusions du Saint Esprit, qui ont marqué la première pentecôte. Au sommet de l'emblème, un laurier entoure le nom des cinq disciplines qui étaient enseignées à l'université en 1907, lorsqu'elle fut baptisée Fordham : arts, sciences naturelles, médecine, philosophie et droit. L'ensemble de cet emblème est lui-même entouré par une ceinture héraldique, portant l'inscription Universitas Fordhamensis (université de Fordham), ainsi que l'année de création de l'université : 1841.

### Couleur bordeaux
Il y a autant de mythes que de vérités à propos de l'histoire de la couleur bordeaux utilisée par Fordham. Le bordeaux n'a pas toujours été la couleur officielle de l'université de Fordham ; à l'origine, la couleur de l'université était le magenta. En effet, les uniformes portés par les neuf joueurs de l'équipe de baseball de l'université étaient magenta, mais le magenta était aussi la couleur officielle d'une autre université, rivale de Fordham, Harvard. Chaque université revendiquait le droit d'utiliser sa couleur, mais comme l'usage voulait que chaque université ait sa propre couleur, les équipes de baseball de Fordham et de Harvard s'affrontèrent dans une série de matches, le vainqueur ayant le droit de conserver la couleur magenta. Fordham remporta la victoire, mais Harvard renonça malgré tout à céder ses couleurs. Ironiquement, en définitive, l'université Harvard abandonna la couleur magenta au profit de la couleur cramoisi (crimson).

En 1874, les étudiants se réunirent pour rencontrer le révérend William Gockeln, S. J., président de l'université à l'époque. L'un des enjeux de cette discussion était de trouver une couleur qui serait utilisée par Fordham et uniquement par Fordham. C'est Stephen Wall qui suggéra l'utilisation de la couleur bordeaux, très peu utilisée à l'époque. La couleur fut alors adoptée en 1907, année où l'université fut baptisée Fordham. Dans une lettre que Wall rédigea par la suite une lettre aux éditeurs du Fordham Monthly, il déclara: 
« On m'a demandé ce que le bordeaux était, et la seule façon que j'avais de l'expliquer était de dire que cela ressemblait à quelque chose comme les vins de Bordeaux éclairés par le soleil, mais je dis que, si on me donnait du temps, je fabriquerais un morceau de ruban bordeaux. Alors, on m'accorda ce privilège, et j'écrivis à ma sœur de m'envoyer un morceau de ruban et de velours bordeaux. Ces échantillons arrivèrent à la date prévue, et furent soumis à l'approbation du comité. Ils reçurent un soutien unanime du comité, le bordeaux fut adopté, et a été la couleur que Fordham portait lors de nombreuses victoires. »

### Le bélier
L'adoption du bélier comme mascotte de l'université serait due aux paroles d'une chanson populaire, chantée à l'occasion d'une rencontre de football américain en 1893, et dont les paroles étaient « One-damn, two-damn, three-damn...Fordham! ». Le mot damn (mot familier pour « malédiction ») aurait ensuite été changé, pudiquement en Ram, ce qui signifie en anglais bélier. Aujourd'hui, le bélier] orne les maillots des équipes sportives qui représentent l'université, de même que leur blason.

### Alma mater
À l'instar d'autres universités anciennes des États-Unis, Fordham possède son Alma mater, c'est-à-dire son hymne, qui s'appelle d'ailleurs Alma Mater Fordham. Il est écrit dans un anglais dont certaines tournures ne sont aujourd'hui plus employées.
| O Alma Mater Fordham, How mighty is thy power to link our hearts to thee in love that grows with every hour. Thy winding walks, Thy hallowed halls Thy lawns, Thine ivy-mantled walls; O Fordham Alma Mater, what mem'ries each recalls. O Alma Mater Fordham, while yet the life blood starts Shined by thy sacred image within our heart of hearts. And in the years that are to be, May life and love be true to me, O Fordham Alma Mater, as I am true to thee |  | Oh, alma mater Fordham, Que ton pouvoir est grand pour lier nos cœurs à toi dans un amour qui grandit à chaque heure, Tes sentiers sinueux, Tes murs sacrés, Tes pelouses, Tes murs couverts de lierre Oh Fordham Alma Mater, quels souvenirs chacun rappelle Oh Alma Mater Fordham, tant que jaillira le sang de la vie, Éclairé par ton image sacrée au plus profond de nos cœurs Et dans les années qui sont à venir Puissent la vie et l'amour m'être fidèles Oh Fordham Alma Mater, comme je te suis fidèle |

## Sport à Fordham

### Équipes universitaires

Logo des Fordham Rams.

Les équipes universitaires de Fordham portent le nom de Rams (les béliers), et leurs couleurs sont le bordeaux et le blanc, c'est-à-dire les mêmes que celles de l'université. Fordham compte un total de vingt-deux équipes masculines et féminines, un nombre important d'équipes de club, ainsi qu'un nombre significatif de programmes sportifs internes. Les Fordham Rams font partie de la première division de la NCAA et évoluent dans l'Atlantic Ten Conference dans tous les sports sauf au football américain. En effet, en football, les Rams font partie de la Patriot League de la Division I-AA. En 2002, les Rams ont d'ailleurs été co-champions de cette conférence.
L'équipe de football américain de Fordham, sans doute la plus titrée et réputée de l'université, a gagné sa réputation dans le football universitaire au début du XXe siècle, notamment grâce à sa ligne offensive baptisée « Les sept blocs de granite » (Seven Blocks of Granite). Les membres de cette illustre équipe deviennent d'ailleurs des acteurs importants du football américain professionnel. En outre, l'université a été un tremplin pour des dizaines de joueurs professionnels de baseball parmi lesquels Frankie Frisch, membre du National Hall of Fame, et qui était connu sous le nom d'« éclair de Fordham » (Fordham Flash).

### Infrastructures

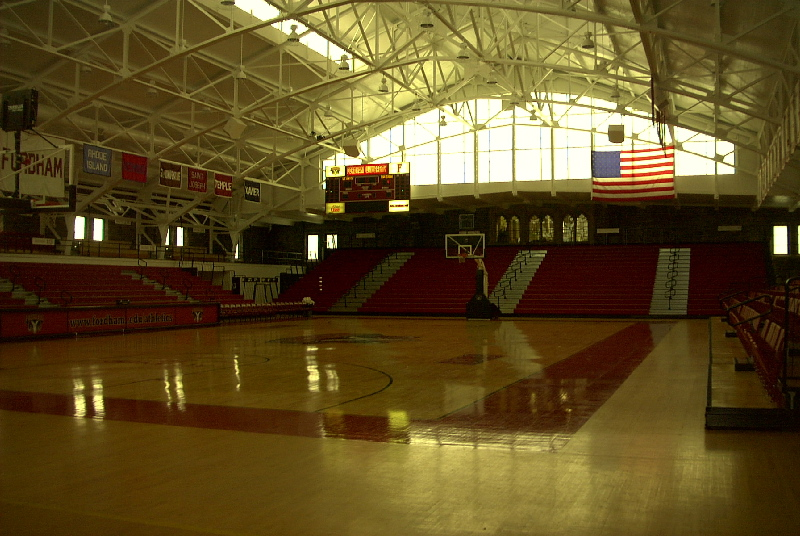
Le Rose Hill Gymnasium, dans le campus de Rose Hill.

Comme dans de nombreux autres établissements d'enseignement supérieur des États-Unis, les Fordham Rams et les autres associations sportives de l'université disposent de très nombreuses infrastructures, afin notamment de pouvoir accueillir des compétitions importantes organisées dans le cadre de la NCAA.
L'un des lieux les plus symboliques du sport à Fordham est situé au campus de Rose Hill, dans le Bronx. Il s'agit du Rose Hill Gymnasium, qui accueille les matches de basket-ball et de volley-ball masculin et féminin. Cette salle a la particularité d'être le plus ancien gymnase à encore être utilisé en première division de la NCAA. En effet, la salle, d'une capacité de 3 470 sièges a ouvert ses portes en 1925, époque à laquelle elle constituait l'une des plus grandes infrastructures de ce type à avoir été construites sur un campus américain.
L'autre principal aménagement destiné au sport est le Jack Coffey Field (terrain Jack Coffey), un terrain de gazon utilisé par les équipes de baseball qui évoluent dans l'Atlantic Ten Conference et de football américain qui évoluent quant à elles dans la Patriot League. Le terrain a été baptisé en l'honneur de John Coffey, ancien joueur professionnel de baseball qui fut l'entraîneur de l'équipe de l'université. Le terrain, aisément convertible pour s'adapter aux différentes disciplines est également utilisé par les équipes de football, sport beaucoup moins populaire aux États-Unis qu'en Europe.

## Personnalités liées à l'université

### Étudiants

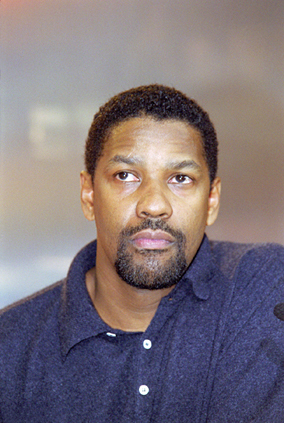
L'acteur Denzel Washington, ancien étudiant de l'université.

De nombreuses célébrités, en majorité américaines, ont étudié à l'université de Fordham. Parmi celles-ci, on peut citer la romancière Mary Higgins Clark, qui a obtenu en 1979 un bachelor de philosophie avec la mention summa cum laude, l’entraîneur de football américain Vince Lombardi, et plusieurs comédiens, parmi lesquels Alan Alda et Denzel Washington, lauréats de deux oscars. Le commentateur de télévision et de radio Charles Osgood a également étudié à Fordham. Dans le milieu politique, on retrouve la démocrate Geraldine Ferraro, première candidate féminine à la vice-présidence lors des élections de 1984, remportées par les républicains. L'homme d'affaires d'origine russe Eugene Shvidler, associé de Roman Abramovitch, a également obtenu un MBA dans cette université.
Plusieurs célébrités ont également étudié à Fordham, mais sans y obtenir de diplômes. C'est le cas de Donald Trump, 45e président des États-Unis, de l'illusionniste David Copperfield et des actrices Hilarie Burton et Michaela McManus, qui jouent dans la série télévisée Les Frères Scott. Le basketteur Smush Parker, passé entre autres par les Los Angeles Lakers, a lui aussi étudié et joué pour l'équipe de basket-ball de l'université. Enfin, la chanteuse Lana Del Rey y a étudié la philosophie. Jazmin Grace Grimaldi y a également étudié. 